# 沈瀚 (成化進士)
沈瀚（1451年—1518年），字柬之，號敬齋，河南歸德州（今河南省商丘市）人，明朝政治人物。同进士出身。

## 生平
成化二十年（1484年）甲辰科進士。任陝西西安府推官。升禮部員外郎。弘治十六年（1503年）任福建建宁府知府。

## 家族
孫沈鯉，嘉靖進士，曾官禮部尚書。